# Serie GeForce 500
La serie GeForce 500 es una serie de unidades de procesamiento de gráficos desarrolladas por Nvidia y siendo una actualización de la serie GeForce 400 basada en Fermi lanzadas por primera vez el 9 de noviembre de 2010 ,Su arquitectura contaba con el nombre de Fermi 2.0 haciendo alusión a su anterior generación.
Su competidor directo era la serie Radeon HD 6000 de AMD; fueron lanzados aproximadamente con un mes de diferencia.

## Descripción general
Las tarjetas gráficas de la serie Nvidia Geforce 500 son versiones significativamente modificadas de las tarjetas gráficas de la serie GeForce 400, en términos de rendimiento y administración de energía . Al igual que las tarjetas gráficas de la serie Nvidia GeForce 400, la serie Nvidia Geforce 500 es compatible con DirectX 11.0, OpenGL 4.6 y OpenCL 1.1.
El chip Fermi renovado o Fermi 2.0 incluye 512 procesadores de flujo, agrupados en 16 grupos de multiprocesadores de flujo (cada uno con 32 núcleos CUDA), y es fabricado por TSMC en un proceso de 40 nm.
La tarjeta gráfica Nvidia GeForce GTX 580 es la tarjeta mononúcleo de la serie Nvidia GeForce 500 más potente ,Utiliza un chip totalmente habilitado basado en la arquitectura Fermi renovada o Fermi 2.0 , con los 16 grupos de multiprocesadores de flujo y los seis controladores de memoria de 64 bits activos. La nueva GPU GF110 se mejoró con filtrado FP16 de velocidad completa (la GPU GF100 de la generación anterior solo podía filtrar FP16 a media velocidad) y unidades mejoradas de eliminación de z.
El 25 de enero de 2011, Nvidia lanzó la GeForce GTX 560 Ti, para apuntar al segmento de "punto óptimo" donde la relación precio/rendimiento se considera importante. Con una mejora de más del 30 % con respecto a la GTX 460 y un rendimiento entre la Radeon HD 6870 y la 6950 de 1 GB, la GTX 560 Ti reemplazó directamente a la GeForce GTX 470.
El 17 de febrero de 2011, se informó que la GeForce GTX 550 Ti se lanzaría el 15 de marzo de 2011. Aunque la GTX 550 Ti es un chip convencional GF116, Nvidia eligió nombrar su nueva tarjeta GTX 550 Ti, y no GTS 550. Se demostró que el rendimiento es al menos comparable y hasta un 12 % más rápido que el de la Radeon HD 5770 actual. En cuanto al precio, la nueva tarjeta entró en el rango ocupado por la GeForce GTX 460 (768 MB) y la Radeon HD 6790.
El 24 de marzo de 2011, se lanzó la GTX 590 como la tarjeta gráfica insignia de Nvidia. La GTX 590 es una tarjeta de doble GPU que contaba con dos núcleos GF110 (disponibles también de manera individual en la GTX 580) , similar a versiones anteriores como la GTX 295, y tenía el potencial de manejar la tecnología 3D Vision de Nvidia por sí misma.
El 13 de abril de 2011, se lanzó la GT 520 como la tarjeta de gama baja de la gama, con un rendimiento inferior al de las tarjetas de números equivalentes en las dos generaciones anteriores, la GT 220 y la GT 420. Sin embargo, era compatible con DirectX 11 y era más potente que la GeForce 210, la GeForce 310 y las opciones de gráficos integrados en las CPU Intel.
El 17 de mayo de 2011, Nvidia lanzó una versión menos costosa (no Ti) de la GeForce GTX 560 para fortalecer la relación precio-rendimiento de Nvidia en el rango de $200. Al igual que la GTX 560 Ti más rápida que la precedió, esta tarjeta de video también era más rápida que la GeForce GTX 460. Las versiones estándar de esta tarjeta funcionaron de manera comparable a la AMD Radeon HD 6870 y finalmente reemplazarían a la GeForce GTX 460. Las versiones prémium de esta tarjeta funcionan a mayor velocidad (overclocking de fábrica) y son ligeramente más rápidas que la Radeon 6870, acercándose al rendimiento de las versiones básicas de la Radeon HD 6950 y la GeForce GTX 560 Ti.
El 28 de noviembre de 2011, Nvidia lanzó la "GTX560Ti con 448 núcleos". Sin embargo, no utiliza el silicio de la serie GTX560: es un chip GF110 con dos bloques de sombreado desactivados. La versión más potente de la serie 560, esta tarjeta era ampliamente conocida por ser una tarjeta de "producción limitada" y se utilizó como herramienta de marketing aprovechando la popularidad de la marca GTX560 para la temporada navideña de 2011. El rendimiento de la tarjeta reside entre el 560Ti normal y el 570.

## Falsificación
Las tarjetas de esta generación, en particular el modelo 550 Ti de menor longitud, son las tarjetas preferidas por los revendedores falsificadores, quienes toman las tarjetas y editan sus chips de BIOS para que se notifiquen como tarjetas más modernas, como la GTX 1060 y la 1050 Ti. modelos Estas tarjetas luego se venden a través de eBay, Taobao, AliExpress y Wish.com por el estafador. Es posible que tengan un mínimo de funcionalidad para garantizar que, a primera vista, parezcan legítimos, pero los defectos causados por el BIOS falso, los problemas de fabricación y de software casi siempre causarán bloqueos en los juegos y aplicaciones modernos, y si no, el rendimiento seguirá siendo extremadamente pobre.

## Productos

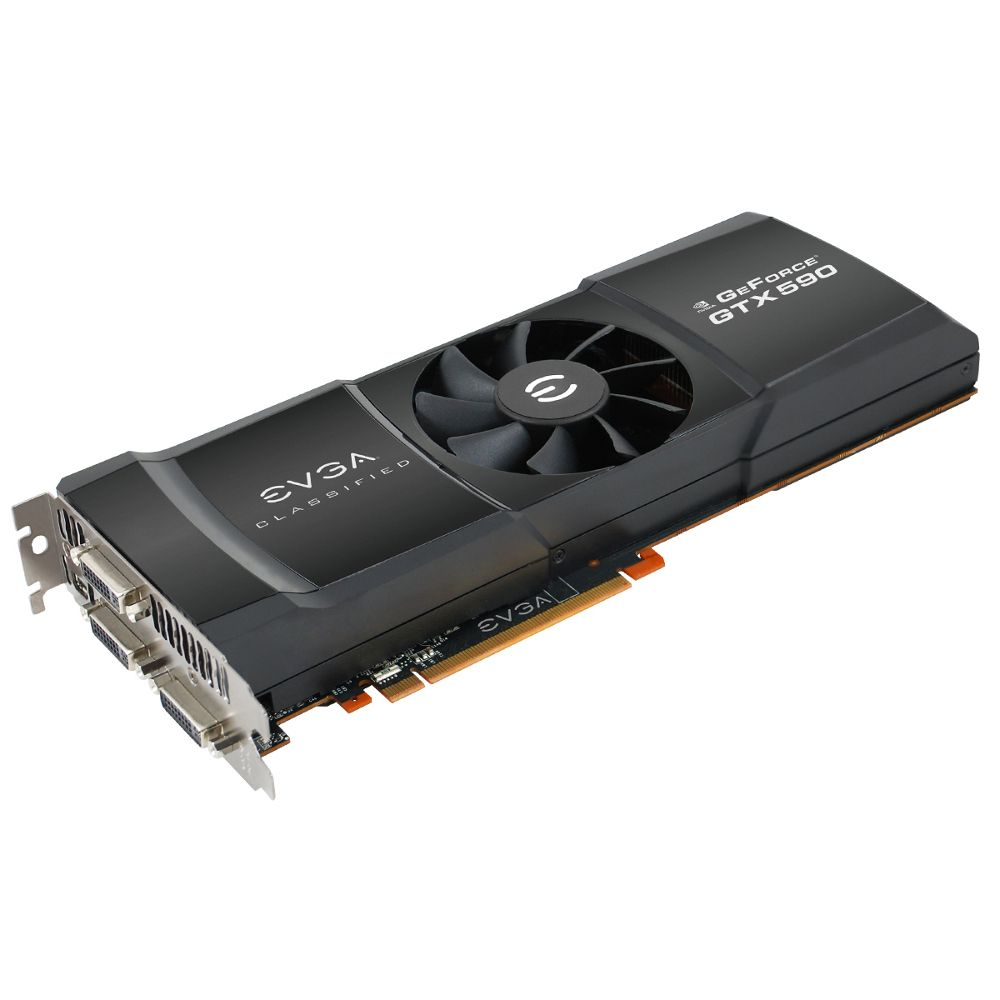
Una EVGA GTX 590 clasificada

### Serie GeForce 500 (5xx)
Todos los productos se fabrican utilizando un proceso de fabricación de 40 nm. Todos los productos son compatibles con DirectX 12.0, OpenGL 4.6 y OpenCL 1.1.

### Serie GeForce 500M (5xxM)
La serie GeForce 500M para la arquitectura de portátiles.

## Soporte discontinuado
Nvidia anunció que después de la versión 390 de los controladores, ya no lanzará controladores de 32 bits para sistemas operativos de 32 bits.
Nvidia anunció en abril de 2018 que Fermi pasará al estado de compatibilidad con controladores heredados y se mantendrá hasta enero de 2019.